# Monika Eggens
Monika Catharina Eggens (* 25. Dezember 1990 in Maple Ridge, British Columbia) ist eine kanadische Wasserballspielerin. Sie gewann 2011, 2015 und 2019 die Silbermedaille bei den Panamerikanischen Spielen.

## Sportliche Karriere
Die 1,88 m große Monika Eggens spielte ab 2009 international. Bei der Universiade 2009 verpasste sie mit der kanadischen Mannschaft als Vierte nur knapp die Medaillenplätze. Zwei Jahre später erreichten die Kanadierinnen den sechsten Platz.
Monika Eggens wurde 2011 mit der kanadischen Nationalmannschaft Achte der Weltmeisterschaft in Schanghai. Bei den Panamerikanischen Spielen 2011 in Guadalajara trafen im Finale die Mannschaften aus den Vereinigten Staaten und aus Kanada aufeinander. Das Spiel endete 8:8 und wurde im Penaltyschießen entschieden, das US-Team siegte mit 19:18.
2013 belegte die kanadische Mannschaft erneut den achten Platz bei der Weltmeisterschaft in Barcelona. 2015 war Toronto Austragungsort der Panamerikanische Spiele 2015. Im Finale standen sich erneut die Teams aus den Vereinigten Staaten und aus Kanada gegenüber. Diesmal siegte das Team aus den Vereinigten Staaten mit 13:4, zwei der kanadischen Treffer im Finale warf Monika Eggens.
2017 erreichten die Kanadierinnen bei der Weltmeisterschaft in Budapest durch einen 6:4-Sieg über die Ungarinnen das Halbfinale. Nach Niederlagen gegen die Spanierinnen und gegen die Russinnen belegten die Kanadierinnen den vierten Platz. Zwei Jahre später belegten die Kanadierinnen den neunten Platz bei der Weltmeisterschaft in Gwangju. Bei den Panamerikanischen Spielen 2019 in Lima gewann das Team aus den Vereinigten Staaten mit 24:4 gegen Kanada. Bei den 2021 ausgetragenen Olympischen Spielen in Toikio waren die Kanadierinnen erstmals seit 2004 wieder im Wasserball der Frauen dabei und belegten den siebten Platz. Monika Eggens warf im Turnierverlauf zehn Tore.
Monika Eggens ist Absolventin der University of Hawaii. Dort spielte sie auch im Wasserballteam der Universität und erzielte 252 Tore in 115 Spielen. Nach ihrem Studienabschluss in Kinesiologie 2013 spielte sie unter anderem als Profi in Europa. Ihre ältere Schwester Carmen Eggens war ebenfalls kanadische Nationalspielerin.